# 클뤼프 브뤼허 KV

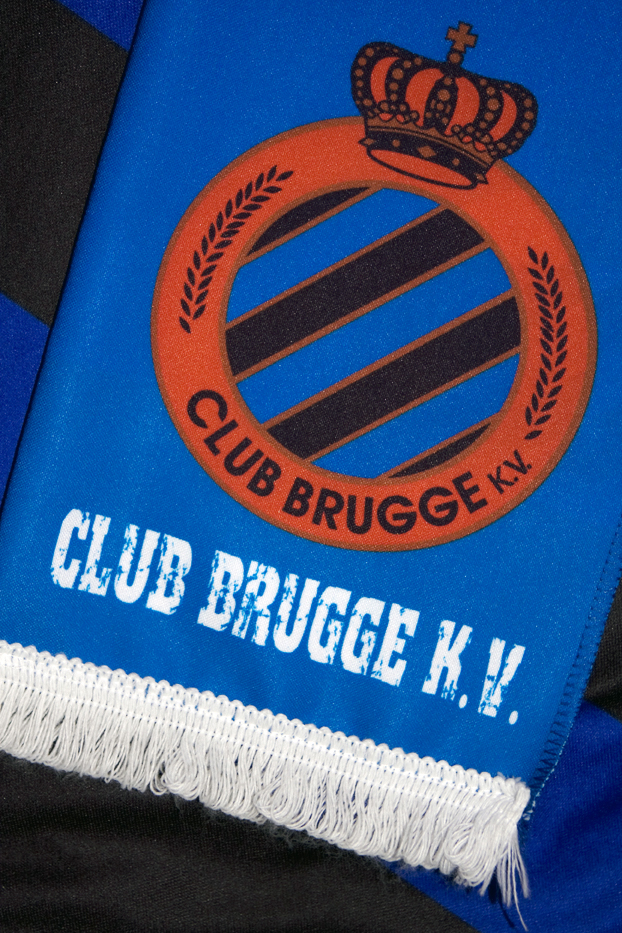

클뤼프 브뤼허 KV(네덜란드어: Club Brugge Koninklijke Voetbalvereniging)는 벨기에의 축구 클럽으로 브뤼허에 연고를 두고 있다. 이 팀은 1891년에 창단되었고 홈 경기장은 얀 브레이델 경기장으로 약 3만명을 수용할 수 있다.
최대의 라이벌인 안데를레흐트 다음으로 많은 19번의 벨기에 프로리그 챔피언 자리에 올랐고 같은 지역을 연고로 하는 세르클러 브뤼허 KSV와 홈 경기장을 공유하며 두 팀 간의 경기를 브뤼허 더비라고 부른다.
클뤼프 브뤼허는 벨기에 클럽 가운데 유러피언컵 (현재의 UEFA 챔피언스리그) 결승에 올라간 유일한 팀으로 1977-78 시즌의 결승전에서 리버풀에 1-0으로 패하였다. 또한 1975-76시즌의 UEFA컵 결승에도 올라갔는데 이 때에도 리버풀에게 합계 4-3으로 패하였다. 클뤼프 브뤼허는 UEFA컵에 16회 연속으로 참가한 기록을 지니고 있다.

## 역대 성적
- 주필러 리그 : 18

1919-20, 1972-73, 1975-76, 1976-77, 1977-78, 1979-80, 1987-88, 1989-90, 1991-92, 1995-96, 1997-98, 2002-03, 2004-05, 2015-16, 2017-18,  2019-20, 2020-21, 2021-22
- 벨기에 컵 : 11

1967-68, 1969-70, 1976-77, 1985-86, 1990-91, 1994-95, 1995-96, 2001-02, 2003-04, 2006-07, 2014-15
- 벨기에 슈퍼컵 : 14

1980, 1986, 1988, 1990, 1991, 1992, 1994, 1996, 1998, 2002, 2003, 2004, 2005, 2016
- UEFA 챔피언스리그 준우승 : 1

1977-78
- UEFA컵 준우승 : 1

1975-76

## 선수 명단

### 현역
참고: FIFA 자격 규정에 따라 소속된 국가대표팀 국기를 표시합니다. 선수는 복수의 FIFA 비회원국 국적을 가지고 있을 수 있습니다.
| 번호 | 포지션 | 국적       | 이름                   |
| ---- | ------ | ---------- | ---------------------- |
| 4    | DF     | 에콰도르   | 호엘 오르도녜스        |
| 7    | FW     |            | 안드레아스 스코프 올센 |
| 9    | FW     |            | 페란 후틀가 블랑크     |
| 10   | MF     |            | 휴고 베틀레센          |
| 14   | DF     |            | 비요른 마이어          |
| 15   | MF     | 나이지리아 | 라파엘 오니에디카      |
| 20   | MF     |            | 한스 파나컨            |
| 21   | FW     |            | 미하우 스쿠라시        |
| 27   | MF     |            | 카스페르 닐센          |

| 번호 | 포지션 | 국적 | 이름 |
| ---- | ------ | ---- | ---- |

## 역대 감독
| 감독                | 임기      |
| ------------------- | --------- |
| 헥토르 후팅크       | 1930~1933 |
| 에른스트 하펠       | 1974~1978 |
| 조르주 레이컨스     | 1989~1991 |
| 휴고 브로스         | 1991~1997 |
| 에릭 헤러츠         | 1997~1999 |
| 얀 쾰레만스         | 2005~2006 |
| 필리프 클레망(대행) | 2011      |
| 크리스토프 다움     | 2011~2012 |
| 조르주 레이컨스     | 2012      |
| 필리프 클레망(대행) | 2012      |
| 미셸 프뢰돔         | 2013~2017 |
| 필리프 클레망       | 2019~2022 |
| 알프러트 스뢰더르   | 2022      |
| 카를 후프컨스       | 2022      |
| 스콧 파커           | 2022~2023 |
| 로니 다일라         | 2023~2024 |
| 니키 하옌           | 2024 ~    |